# (9549) Akplatonov
(9549) Akplatonov est un astéroïde de la ceinture principale.

## Description
(9549) Akplatonov est un astéroïde de la ceinture principale. Il fut découvert le 19 septembre 1985 à Nauchnyj par Nikolaï Tchernykh et Lioudmila Tchernykh. Il présente une orbite caractérisée par un demi-grand axe de 2,61 UA, une excentricité de 0,11 et une inclinaison de 11,1° par rapport à l'écliptique.

## Compléments